# (2026) Cottrell
(2026) Cottrell es un asteroide perteneciente al cinturón de asteroides, descubierto el 30 de marzo de 1955 por el equipo de la Universidad de Indiana desde el Observatorio Goethe Link, Brooklyn (Estados Unidos).

## Designación y nombre
Designado provisionalmente como 1955 FF. Fue nombrado en referencia al inventor norteamericano Frederick Cottrell.

## Características orbitales
Cottrell está situado a una distancia media del Sol de 2,447 ua, pudiendo alejarse hasta 2,730 ua y acercarse hasta 2,163 ua. Su excentricidad es 0,115 y la inclinación orbital 2,450 grados. Emplea 1398 días en completar una órbita alrededor del Sol.

## Características físicas
La magnitud absoluta de Cottrell es 13. Tiene 14,279 km de diámetro y su albedo se estima en 0,05.